# Пушкарная Слобода
Пушкарная Слобода — деревня в Севском районе Брянской области в составе Севского городского поселения.

## География
Находится в юго-восточной части Брянской области у западной окраины районного центра города Севск.

## История
Возникла в 1780-х годах. Ранее у Севска имелась одноимённая слобода, вошедшая в черту города. В середине XX века работал колхоз им. Виноградова. В 1866 году учтено было здесь 59 дворов. На карте 1941 года отмечена была как безымянное поселение.

## Население
Численность населения: 341 человек (1866 год), 516 в 1926 году, 89 (русские 98 %) в 2002 году, 111 в 2010.